# سیارک ۲۹۳۴۶
سیارک ۲۹۳۴۶ (به انگلیسی: 29346 Mariadina، نامگذاری:1995DB13) بیست و نه هزار و سیصد و چهل و ششمین سیارک کشف شده‌است که در ۲۵ فوریه ۱۹۹۵ کشف شد.